# La Bodera
La Bodera ist ein Ort und eine Gemeinde (municipio) mit 20 Einwohnern (Stand: 2024) im Norden der Provinz Guadalajara in der Autonomen Gemeinschaft Kastilien-La Mancha in Zentralspanien.

## Lage und Klima
La Bodera liegt in einer Höhe von ca. 1125 m in der Kulturlandschaft der Serranía. Die Entfernung zur südsüdwestlich gelegenen Provinzhauptstadt Guadalajara beträgt ca. 50 Kilometer (Fahrtstrecke). Das Klima ist gemäßigt bis warm; Regen fällt über das Jahr verteilt.

## Bevölkerungsentwicklung
| Jahr      | 1970 | 1981 | 1991 | 2001 | 2011 | 2021 |
| Einwohner | 156  | 67   | 59   | 43   | 37   | 21   |

## Sehenswürdigkeiten
- Jakobuskirche